# Florence Hartmann
Florence Hartmann, née le 17 février 1963 en France, est une journaliste et essayiste française.

## Biographie
Elle a travaillé pendant onze ans au journal Le Monde, couvrant notamment les conflits en ex-Yougoslavie. En 1999, elle a publié Milosevic, la diagonale du fou, réédité en livre de poche chez Folio (Gallimard) en 2002. 
De 2000 à 2006, elle fut la porte-parole et la conseillère Balkans du procureur du Tribunal pénal international pour l'ex-Yougoslavie (TPIY) Carla Del Ponte. De 2000 à 2003, elle fut également la porte-parole du parquet du Tribunal pénal international pour le Rwanda (TPIR). Elle a publié, en septembre 2007, Paix et châtiment, Les guerres secrètes de la politique et de la justice internationales, un ouvrage qui raconte le fonctionnement du Tribunal pénal international pour l'ex-Yougoslavie. 
En octobre 1992, Florence Hartmann fut la première journaliste à révéler l’existence du charnier d’Ovčara (en Croatie) contenant les corps de 263 personnes arrêtées à l’hôpital de Vukovar et exécutées dans une ferme des environs le 20 novembre 1991 par les forces serbes. Le 25 mai 2006, elle a témoigné à charge devant le TPIY dans le procès « Vukovar » contre trois officiers de l'Armée populaire yougoslave (JNA), Mile Mrkšić, Miroslav Radić (en) et Veselin Šljivančanin (en), inculpés pour l’exécution des prisonniers de l’hôpital de Vukovar.
Florence Hartmann a reçu le 10 décembre 2011 le prix des Droits de l’Homme pour l’ensemble de son travail, décerné par le Comité Helsinki de Croatie.

## Polémiques

### Reproches adressés à Carla del Ponte
En avril 2008, Florence Hartmann a publiquement reproché à Carla Del Ponte, ex-procureur du Tribunal pénal international pour l'ex-Yougoslavie (TPIY) d'avoir, dans ses mémoires, publié des rumeurs de trafic d'organes, à savoir des reins, par des Albanais du Kosovo sur des civils serbes malgré l'absence de tout élément de preuve juridiquement recevable. Après avoir souligné l'invraisemblance des allégations, elle rappelle que le rôle d'un tribunal est d'établir des faits avérés afin de couper court aux racontars, à la propagande et au révisionnisme de mauvaise foi.

### Reproches adressés à Carl Bildt
Le 6 avril 2012 à Sarajevo, soutenue par le journaliste britannique Ed Vulliamy, Florence Hartmann prend publiquement à partie Carl Bildt, ministre des Affaires étrangères de Suède, affirmant que celui-ci  n'avait pas le droit moral d'assister à la commémoration du début du siège de la capitale bosniaque et de ses 11 000 habitants qui y ont péri, étant donné sa complaisance envers Slobodan Milosevic lorsqu'il était Premier ministre de Suède et représentant de l'Union européenne en ex-Yougoslavie, chargé des négociations de paix.

## L'affaire Hartmann

### Inculpation pour divulgation d'informations confidentielles
Le 27 août 2008, elle est inculpée par Serge Brammertz, nouveau procureur du TPIY présidé par Fausto Pocar (it), pour « divulgation d'informations concernant des décisions confidentielles du TPIY ». Ces décisions portaient sur un accord entre le TPIY et la Serbie visant l’utilisation des verbatim du Conseil de défense suprême serbe, dont le gouvernement serbe avait posé pour condition de leur fourniture qu'ils soient limités à ce seul procès. Cet accord est susceptible de priver la Cour internationale de justice de documents essentiels, notamment de l’implication de la Serbie dans le massacre de Srebrenica. 
Dans les trois pages concernées (p. 120-122) de son livre Paix et Châtiment et au départ dans son article sur le même sujet Vital Genocide documents concealed, Hartmann révélait que les juges de la Chambre d’appel du TPIY avaient en l'état violé les normes internationales et le règlement de procédure du TPIY lorsqu’ils avaient conclu l'accord avec la Serbie.
Le TPIY n'a jamais contesté la véracité de ce que Hartmann a écrit : il ne lui a pas non plus reproché d'avoir divulgué les preuves que la Serbie souhaitait protéger, ni même d'avoir violé une obligation de réserve en tant qu'ancienne porte-parole du TPIY. 
Le 7 février 2009, l’avocat général a reconnu que Hartmann n'avait pas eu accès aux décisions confidentielles de la chambre d’appel du TPIY, concernant l'accord entre le Tribunal et la Serbie, ni pendant l’exercice de ses fonctions ni pendant la rédaction de son livre et de son article.

### Condamnation
L'enjeu de son procès, qui s'est ouvert le 15 juin 2009, était d'établir si les informations dévoilées, à savoir l'existence, la date, les parties concernées, étaient confidentielles ou si seules les preuves pouvant impliquer l'État serbe dans le génocide de la population de Srebrenica étaient protégées par l'ordre de confidentialité du Tribunal. 
Le lundi 14 septembre 2009 à La Haye, la Chambre de première instance a condamné Hartmann à 7 000 euros d'amende pour « outrage au tribunal » pour avoir divulgué des informations encore classées confidentielles. Le jugement reconnaît que les informations confidentielles concernant l'accord entre le TPIY et la Serbie pour lesquelles Florence Hartmann était poursuivie avaient été révélées avant ses publications. La chambre note en revanche que le mode de raisonnement, appliqué par les juges pour protéger l'État serbe d'une condamnation par la CIJ pour génocide à Srebrenica, n’était pas encore tombé dans le domaine public.  
Or, cette divulgation du raisonnement juridique ne faisait pas partie des charges portées à l'encontre de Florence Hartmann. En outre ledit "raisonnement juridique", qu'elle critiquait pour n'être pas conforme au règlement de procédure du TPIY, le TPIY lui-même l'avait publiquement évoqué avant les publications de Mme Hartmann. Enfin, aucun principe de droit international ne permet à un tribunal de garder confidentiel le raisonnement à l'appui de ses propres décisions ni de suspendre le droit à la liberté d’expression concernant ce raisonnement. 
« C'est une mauvaise journée pour les journalistes, les historiens qui enquêtent sur les faits et pour les victimes qui ont droit à la vérité » a déclaré l'avocat de la défense Me Guénaël Mettraux. « C'est un verdict qui tente d'imposer le silence sur les activités du TPIY » a estimé pour sa part Reporters sans frontières. Les associations de victimes ont par ailleurs condamné ce jugement qui, selon elles, porte atteinte à leurs intérêts et méprise des obligations inhérentes à la résolution 827 (paragraphe 7, 1993) du Conseil de sécurité des Nations unies, à l'origine de l'établissement du TPIY.

### Appel
Fin 2009, Florence Hartmann a interjeté appel. L'ONG internationale Article 19 s'est constitué Amicus curiae et a soumis un mémoire d'expert demandant à la Chambre d'appel du TPIY de respecter les normes internationales protégeant la liberté d’expression que la Chambre de première instance avait ignorées. 
Le 19 juillet 2011, la Chambre d’appel du TPIY présidée par Patrick Robinson (en) a rejeté la totalité de l'appel et confirmé la condamnation de Florence Hartmann pour « divulgation de raisonnement juridique confidentiel ». Au paragraphe 159, l'arrêt souligne que « la Chambre d’appel n’est pas liée par les décisions des juridictions régionales ou internationales, y compris la Cour européenne des droits de l’homme. » Le TPIY ne se considère donc pas lié par la jurisprudence internationale en matière de droits de l'homme, y compris en ce qui concerne le droit à une justice équitable, à un procès impartial ou à la liberté d'expression.
Les ONG Article 19 et Reporters sans frontières ont qualifié la condamnation d'« indigne » ou d'«inquiétante » pour la liberté d'expression et rappelé qu'« il est du devoir de la presse de mettre en lumière le fonctionnement de la justice créée par la communauté internationale, de questionner ses mécanismes et de favoriser le débat public ». Article 19 a estimé que « condamner un journaliste qui pousse le TPIY à plus de transparence et de responsabilité » est « profondément anti-démocratique et manifestement inapproprié pour une instance pénale internationale. ». Reporters sans Frontières a de son côté rappelé que « La CEDH a souligné avec constance l'intérêt public de la couverture journalistique des affaires judiciaires... Il serait illogique et dangereux que la justice internationale y fasse exception. »
Hartmann a déposé les 7 000 € d'amende sur un compte bancaire dédié en France en invitant le TPIY à demander l'assistance des autorités françaises pour recouvrer ces fonds aux fins de payer l'amende. Ainsi, un juge français aurait pu être saisi pour vérifier la légalité de la procédure à l'encontre de Hartmann devant le TPIY, avant que la France puisse disposer des 7 000 € sur le compte dédié.

### Mandat d'arrêt
Le 16 novembre 2011, la veille de la fin du mandat de son président Patrick Robinson (en), le TPIY commue l'amende en peine de sept jours de prison et lance un mandat d'arrêt international ordonnant à la France d'arrêter Florence Hartmann pour la remettre au TPIY et aux Pays Bas de la conduire à l’unité de détention du Tribunal à La Haye.
Les ONG Article 19 et Reporters sans Frontières ont dénoncé l'illégalité du mandat d’arrêt et appelé « tous les États, et en particulier les autorités françaises et néerlandaises, à ne pas devenir les complices de cette perversion de la justice internationale et à s'opposer à l'exécution de l'injonction du TPIY. » ARTICLE 19 souligne que les droits fondamentaux garantis par la Convention européenne des droits de l’homme (CEDH) doivent prévaloir face au TPIY et rappelle qu’en vertu de la jurisprudence de la Cour européenne des droits de l’homme, les autorités françaises ainsi que celles des 46 autres pays signataires de la Convention européenne sont dans l’obligation de vérifier la légalité des ordonnances du TPIY avant de les mettre à exécution. Carla Del Ponte a qualifié cette condamnation d'« absurde. »
Le 30 novembre 2011, Hartmann a saisi le rapporteur spécial des Nations unies pour la liberté d’expression, Frank La Rue. Début décembre, elle a saisi la représentante de l’OSCE pour la liberté des médias, Dunja Mijatovic.
Le 27 décembre 2011, la France a informé le TPIY qu’elle ne disposait « d’aucun fondement juridique lui permettant de donner suite à la demande d’arrestation et de remise au Tribunal visant Florence Hartmann .»
Dans son blog, l'intéressé répond que son accusatrice diffuse de « fausses informations », prenant prétexte de sa "condamnation" par le TPIY pour la discréditer ; la plupart des commentaires rétablissent les faits et les journaux suédois rendent compte du soutien que Florence Hartmann a reçu de la part de personnalités bosniennes.

### Arrestation et libération anticipée
Elle est arrêtée à La Haye le 24 mars 2016 et remise au Mécanisme pour les Tribunaux pénaux internationaux (MTPI).
Sa détention par le Mécanisme à la prison internationale de Schéveningue est jugée scandaleuse par de nombreux journalistes, en particulier, ses anciens collègues, qui prennent part pour elle et demandent sa libération,.
Le 29 mars 2016, ayant effectué plus des deux-tiers de sa peine, le président du Mécanisme, Théodore Meron (en), lui accorde une libération anticipée.

## Œuvres
- Milosevic, la Diagonale du fou, Denoël, octobre 1999[25],[26].
- Paix et Châtiment, Flammarion, septembre 2007[27].
- Lanceurs d'alerte, les Mauvaises Consciences de nos Démocraties, DonQuichotte, février 2014
- Le Sang de La Realpolitik : L'Affaire Srebrenica, DonQuichotte, juillet 2015[28],[29]